# Ludovit Reis
Ludovit Reis (Haarlem, 1 juni 2000) is een Nederlandse voetballer die doorgaans als centrale middenvelder speelt. In 2017 debuteerde hij in het betaalde voetbal voor FC Groningen in de KNVB Beker. In juni 2025 verruilde hij  Hamburger SV voor Club Brugge.

## Clubcarrière

### Jeugd
Reis begon zijn voetbalcarrière bij SV DIOS en stapte op twaalfjarige leeftijd over naar SV Hoofddorp , waar hij met de Onder-14 tweemaal kampioen werd. In deze periode werd hij opgemerkt door een scout van FC Groningen, die hem uitnodigde voor een stage. Na een succesvolle proefperiode trad hij in 2015, op 15-jarige leeftijd, toe tot de jeugdopleiding van de Groningse club.
In het seizoen 2016/17 kwam Reis uit voor zowel de Onder-17 als de Onder-19 van FC Groningen. Op 21 januari 2017 maakte hij zijn debuut in de Onder-17 tijdens de met 0–3 verloren thuiswedstrijd tegen Ajax −17, waarin hij als centrale middenvelder in de basis startte onder trainer Sander van Gessel. Enkele weken later, op 11 februari, maakte hij ook zijn opwachting in de Onder-19 tijdens de uitwedstrijd tegen FC Volendam, waarin hij eveneens in de basis begon, ditmaal onder trainer  Marcel van Buuren. Gedurende de rest van het seizoen bleef hij voor beide elftallen actief. In de zomer van 2017 tekende hij na twee jaar in de jeugdopleiding zijn eerste profcontract bij FC Groningen, met een looptijd tot medio 2020.

### FC Groningen
In de voorbereiding op het seizoen 2017/18 liet trainer Ernest Faber Reis regelmatig meetrainen met de eerste selectie van FC Groningen. Op 15 juli 2017 maakte hij zijn officieuze debuut in een oefenwedstrijd tegen SV Rödinghausen. Zijn officiële debuut volgde op 21 september 2017 in het eerste elftal tijdens een met 2–4 gewonnen uitwedstrijd in de KNVB Beker tegen USV Hercules, waarin hij in de basis begon en na 59 minuten werd vervangen door Ajdin Hrustić. Op 15 oktober maakte hij zijn Eredivisiedebuut in de thuiswedstrijd tegen AZ, waarin hij in de 81e minuut inviel voor Oussama Idrissi. Enkele weken later, op 29 oktober, scoorde hij tijdens zijn eerste basisplaats in de met 4–2 gewonnen wedstrijd tegen Sparta Rotterdam zijn eerste doelpunt in de Eredivisie. Daarmee werd hij de eerste speler geboren in het jaar 2000 die scoorde in de Eredivisie. Op 19 november 2017 ontving hij in het duel met Vitesse twee keer geel, waarmee hij op 17-jarige leeftijd en 171 dagen de jongste speler werd die met rood van het veld werd gestuurd in de Eredivisie. In april 2018 werd zijn contract opengebroken en verlengd tot medio 2021. Na de uitschakeling in de play-offs om Europees voetbal door Vitesse in tekende Reis een contract bij FC Barcelona tot medio 2022, met een optie voor twee extra seizoenen. In totaal speelde hij 45 competitiewedstrijden voor FC Groningen.

### FC Barcelona
FC Barcelona nam Reis in 2019 over van FC Groningen als versterking voor het  tweede elftal, dat destijds uitkwam in de Segunda División B. De Spaanse club betaalde een transfersom van circa € 3.250.000,- en nam in zijn contract een afkoopclausule op van honderd miljoen euro. Op 25 augustus 2019 maakte hij zijn debuut voor Barcelona B in de uitwedstrijd tegen CF Badalona. Hij begon onder trainer Francisco Javier García Pimienta in de basis en speelde de volledige wedstrijd, die met 0–2 werd gewonnen.[2] In het seizoen 2019/20 kwam Reis tot 22 officiële optredens, tot de competitie werd stilgelegd vanwege de coronapandemie. In augustus 2020 zat hij op de bank bij het eerste elftal tijdens de achtste finale van de Champions League tegen Napoli en de kwartfinale tegen Bayern München. Tijdens de voorbereiding op het seizoen 2020/21 werd hij door trainer Ronald Koeman bij de eerste selectie gehaald, maar wist zich niet in de basis te spelen en maakte geen officiële minuten. Om speelervaring op te doen werd hij dat seizoen verhuurd aan VfL Osnabrück in de 2. Bundesliga. Na terugkeer uit Duitsland besloot hij Barcelona definitief te verlaten en vervolgde hij zijn loopbaan bij Hamburger SV.

#### Verhuur aan VfL Osnabrück
Begin oktober 2020 maakte VfL Osnabrück bekend dat Reis op huurbasis werd overgenomen van FC Barcelona voor de rest van het seizoen 2020/21. Hij maakte op 25 oktober zijn debuut in de 2. Bundesliga tijdens de uitwedstrijd tegen 1. FC Heidenheim, waarin hij in de 72e minuut als invaller binnen de lijnen kwam. Op 8 november stond hij voor het eerst in de basis in de uitwedstrijd tegen Jahn Regensburg. Vanaf dat moment had hij een vaste plek in het elftal. Op 8 mei 2021 maakte Reis in de 32e speelronde zijn eerste doelpunt in de Duitse competitie tijdens het uitduel met Würzburger Kickers. In de 85e minuut bepaalde hij de eindstand op 1–3. Osnabrück eindigde het seizoen op de vijftiende plaats, wat leidde tot deelname aan de promotie/degradatieplay-offs tegen FC Ingolstadt. Reis speelde in beide wedstrijden mee. De heenwedstrijd werd met 3–0 verloren in het Audi-Sportpark, en de 3–1 overwinning in de return in de Bremer Brücke bleek onvoldoende om degradatie naar de 3. Liga te voorkomen.

### Hamburger SV

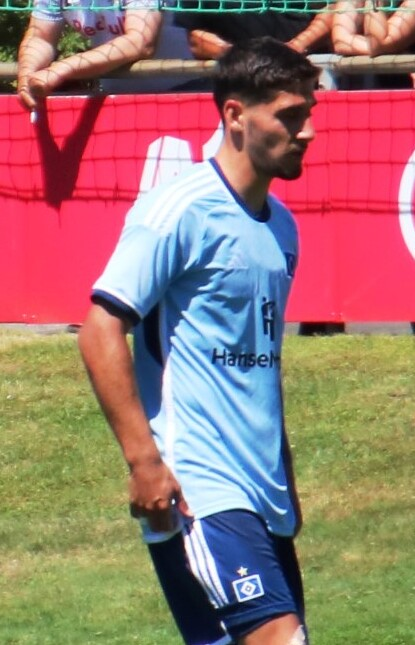
Reis in 2023 spelend voor Hamburger SV

In juni 2021 tekende Reis een vierjarig contract bij Hamburger SV. Hij kwam transfervrij over van FC Barcelona, al werd contractueel vastgelegd dat de Spaanse club bij een toekomstige transfer 30 procent van de opbrengst zou ontvangen. Reis werd daarmee de veertiende Nederlander in dienst van de Noord-Duitse club. Op 23 juli 2021 maakte hij zijn officiële debuut in de met 1–3 gewonnen uitwedstrijd tegen Schalke 04. Hij startte in de basis en werd in de 67e minuut vervangen door Moritz Heyer. In dezelfde wedstrijd maakten ook Sebastian Schonlau, Jonas Meffert en Robert Glatzel hun debuut voor de club. Een week later, op 1 augustus, scoorde Reis zijn eerste doelpunt voor Hamburger SV in de thuiswedstrijd tegen Dynamo Dresden. In de vijfde minuut zette hij zijn ploeg op een 1–0 voorsprong in een wedstrijd die uiteindelijk in 1–1 eindigde. Reis speelde in het seizoen 2021/22 32 van de 34 competitiewedstrijden. Hamburger SV eindigde op de derde plaats, waardoor het in de promotie/degradatieplay-offs uitkwam tegen Hertha BSC. In de heenwedstrijd in Berlijn scoorde Reis het enige doelpunt: 0–1. De return in Hamburg ging met 0–2 verloren, waardoor promotie naar de Bundesliga uitbleef.
In de zomer van 2022 verlengde Reis zijn contract bij Hamburger SV tot medio 2026. In zijn tweede seizoen (2022/23) was hij opnieuw een vaste waarde en scoorde hij negen doelpunten. Net als het seizoen ervoor eindigde Hamburger SV op de derde plaats, waardoor promotie via de play-offs moest worden afgedwongen. In de eerste play-offwedstrijd werd met 3–0 verloren van VfB Stuttgart in de MHPArena. De return in Hamburg eindigde in een 1–3 nederlaag, waardoor promotie opnieuw uitbleef. Tijdens de voorbereiding op het seizoen 2023/24 liep Reis een schouderblessure op in een oefenwedstrijd tegen Rangers FC. Hierdoor miste hij de seizoensopening. In de derde speelronde, op 25 augustus 2023, maakte hij zijn rentree in de met 3–0 gewonnen thuiswedstrijd tegen Hertha BSC. In dat duel droeg hij voor het eerst de aanvoerdersband bij Hamburger SV.. Enkele weken later raakte hij opnieuw geblesseerd aan dezelfde schouder tijdens de uitwedstrijd tegen Greuther Fürth, waarin hij in de 15e minuut werd vervangen door landgenoot Immanuel Pherai. Na de winterstop keerde Reis terug in de uitwedstrijd tegen Schalke 04, waarin hij in de 72e minuut het veld betrad voor Pherai. Een week later stond hij in de thuiswedstrijd tegen Karlsruher SC opnieuw in de basis en droeg hij opnieuw de aanvoerdersband. Reis behield zijn basisplaats gedurende de rest van het seizoen, ook na het ontslag van trainer Tim Walter en de aanstelling van Steffen Baumgart. Op 10 mei 2024 speelde hij zijn 100e officiële wedstrijd voor Hamburger SV, tijdens het uitduel met SC Paderborn 07. Het seizoen eindigde voor de club op de vierde plaats, waardoor promotie naar de Bundesliga voor het zesde jaar op rij werd misgelopen.
Voor aanvang van zijn vierde seizoen (2024/25) maakte Reis bekend geen gebruik te willen maken van een clausule in zijn contract die hem in staat stelde de club transfervrij te verlaten bij uitblijven van promotie. In de elfde speelronde, op 3 november 2024, liep hij in de thuiswedstrijd tegen 1. FC Nürnberg een spierscheur op, waardoor hij tot aan de winterstop niet meer in actie kwam. Tijdens zijn revalidatie werd hoofdtrainer Steffen Baumgart vanwege tegenvallende resultaten ontslagen en opgevolgd door zijn assistent Merlin Polzin. In januari 2025 maakte Reis zijn rentree in de uitwedstrijd tegen Hertha BSC. Een maand later stond hij voor het eerst in de basis onder Polzin, waarna hij zijn plek in het elftal niet meer afstond.Op 10 mei 2025 promoveerde Hamburger SV na een 6–1 thuiszege op SSV Ulm 1846 naar de Bundesliga. Reis bracht zijn ploeg in de eerste helft op gelijke hoogte na een vroege achterstand en speelde daarmee een belangrijke rol in de promotie.[3] De club eindigde als tweede in de 2. Bundesliga en keerde na 2.555 dagen terug op het hoogste niveau.
Voor het begin van zijn vierde seizoen (2024/25) maakte Reis bekend dat hij geen gebruik wilde maken van een clausule in zijn contract waarbij hij de club bij geen promotie mocht verlaten. Tijdens de 11e competitieronde op 3 november scheurde hij tijdens de thuiswedstrijd tegen 1. FC Nürnberg een spier waardoor hij geblesseerd uitviel en tot aan de winterstop niet meer in actie kwam. Gedurende zijn revalidatie was Steffen Baumgart wegens slechte resultaten ontslagen en opgevolgd door zijn assistent Merlin Polzin. Reis maakte in januari zijn comeback tijdens de uitwedstrijd tegen Hertha BSC. Pas een maand later stond hij voor de eerste keer in de basis onder de nieuwe trainer. De rest van het seizoen verdween hij hier niet meer uit. Op zaterdag 10 mei promoveerde Reis met HSV naar de Bundesliga na een 6-1 thuisoverwinning op SSV Ulm 1846. Hij speelde een belangrijke rol tijdens deze wedstrijd door na een 0-1 achterstand zijn ploeg op gelijke hoogte te brengen. Hamburger SV eindigde als tweede waarna het na 2.555 dagen terugkeerde op het hoogste niveau. Aan het einde van het seizoen werd bekend dat Reis na 129 officiële wedstrijden de overstap maakte naar Club Brugge. Hamburger SV ontving een bedrag van circa 7 miljoen voor Reis waarvan 30% werd afgedragen aan Barcelona op basis van eerder bedongen doorverkooppercentage.

### Club Brugge
In de zomer van 2025 tekende Reis een vierjarig contract tot 2029 bij Club Brugge. Op 20 juli maakte hij onder trainer Nicky Hayen zijn basisdebuut in de Belgische Supercup 2025, tijdens de met 2-1 gewonnen wedstrijd tegen Union Sint-Gillis. Reis won hierdoor zijn eerste officiële prijs. Een week later maakte hij tegen KRC Genk zijn debuut in de Belgische Jupiler Pro League. 

## Clubstatistieken
| Seizoen                     | Club           | Competitie         | Competitie | Competitie | Competitie | Beker | Beker | Beker | Internationaal | Internationaal | Internationaal | Totaal | Totaal | Totaal |
| Seizoen                     | Club           | Competitie         | Wed.       | Dlp.       | Ass.       | Wed.  | Dlp.  | Ass.  | Wed.           | Dlp.           | Ass.           | Wed.   | Dlp.   | Ass.   |
| --------------------------- | -------------- | ------------------ | ---------- | ---------- | ---------- | ----- | ----- | ----- | -------------- | -------------- | -------------- | ------ | ------ | ------ |
| 2017/18                     | FC Groningen   | Eredivisie         | 16         | 1          | 1          | 2     | 0     | 0     | —              | —              | —              | 18     | 1      | 1      |
| 2018/19                     | FC Groningen   | Eredivisie         | 31         | 1          | 1          | 1     | 0     | 0     | —              | —              | —              | 32     | 1      | 1      |
| Club Totaal                 | Club Totaal    | Club Totaal        | 47         | 2          | 2          | 3     | 0     | 0     | 0              | 0              | 0              | 50     | 2      | 2      |
| 2019/20                     | FC Barcelona B | Segunda División B | 25         | 0          | 2          | —     | —     | —     | —              | —              | —              | 25     | 0      | 2      |
| Club Totaal                 | Club Totaal    | Club Totaal        | 25         | 0          | 2          | 0     | 0     | 0     | 0              | 0              | 0              | 25     | 0      | 2      |
| 2020/21                     | → VfL Osnabrük | 2. Bundesliga      | 29         | 1          | 1          | 1     | 0     | 0     | —              | —              | —              | 30     | 1      | 1      |
| Club Totaal                 | Club Totaal    | Club Totaal        | 29         | 1          | 1          | 1     | 0     | 0     | 0              | 0              | 0              | 30     | 1      | 1      |
| 2021/22                     | Hamburger SV   | 2. Bundesliga      | 34         | 6          | 2          | 5     | 0     | 0     | —              | —              | —              | 39     | 6      | 2      |
| 2022/23                     | Hamburger SV   | 2. Bundesliga      | 35         | 9          | 5          | 2     | 0     | 0     | —              | —              | —              | 37     | 9      | 5      |
| 2023/24                     | Hamburger SV   | 2. Bundesliga      | 25         | 3          | 3          | 0     | 0     | 0     | —              | —              | —              | 25     | 3      | 3      |
| 2024/25                     | Hamburger SV   | 2. Bundesliga      | 26         | 2          | 3          | 2     | 0     | 0     | —              | —              | —              | 28     | 2      | 3      |
| Club Totaal                 | Club Totaal    | Club Totaal        | 120        | 20         | 13         | 9     | 0     | 0     | 0              | 0              | 0              | 129    | 20     | 13     |
| 2025/26                     | Club Brugge    | Jupiler Pro League | 1          | 0          | 0          | 0     | 0     | 0     | 0              | 0              | 0              | 1      | 0      | 0      |
| Club Totaal                 | Club Totaal    | Club Totaal        | 1          | 0          | 0          | 0     | 0     | 0     | 0              | 0              | 0              | 1      | 0      | 0      |
| Totaal                      | Totaal         | Totaal             | 222        | 23         | 18         | 13    | 0     | 0     | 0              | 0              | 0              | 232    | 23     | 18     |
| Bijgewerkt tot 31 juli 2025 |                |                    |            |            |            |       |       |       |                |                |                |        |        |        |

## Interlandloopbaan
Reis koos ervoor om uit te komen voor de vertegenwoordigende jeugdelftallen van Nederland. Doordat zijn beide ouders de Slowaakse nationaliteit bezitten had hij ook voor dat land kunnen uitkomen. Hij speelde in totaal 26 interlands voor diverse Nederlandse jeugdselecties. Met Jong Oranje nam hij tweemaal deel aan een eindronde van het EK onder-21. Tijdens zijn interlandcarrière speelde hij onder meer samen met  Micky van de Ven, Ian Maatsen, Joshua Zirkzee en Kenneth Taylor.

### Nederlandse jeugdelftallen
Reis maakte op 5 september 2018 zijn debuut voorNederland −19 in een oefeninterland tegen Engeland. In de met 4–1 verloren uitwedstrijd werd hij in de 60e minuut door bondscoach Maarten Stekelenburg ingebracht als vervanger van Ryan Gravenberch. In maart 2021 werd hij door Erwin van de Looi opgenomen in de selectie van Jong Oranje voor het Europees Kampioenschap in Hongarije en Slovenië.  Nederland werd op dat toernooi in de halve finale uitgeschakeld door Duitsland. Reis kwam enkel in actie tijdens het groepsduel tegen Roemenië, dat in 1–1 eindigde. Twee jaar later maakte hij opnieuw deel uit van de EK-selectie van Jong Oranje, ditmaal voor het toernooi in Roemenië en Georgië. Nederland werd toen na drie gelijke spelen al in de groepsfase uitgeschakeld. Reis kwam in geen van de wedstrijden in actie. Op 25 maart 2023 maakte hij zijn eerste interlanddoelpunt tijdens een oefenwedstrijd tegen Noorwegen. In de met 0–3 gewonnen uitwedstrijd tekende hij in de 62e minuut voor het derde doelpunt, na een assist van Thijs Dallinga In diezelfde wedstrijd maakten onder anderen Quilindschy Hartman, Sydney van Hooijdonk en Million Manhoef  hun debuut voor Jong Oranje. Op 14 juni 2023 speelde Reis zijn laatste interland voor Nederland –21, tegen Japan.
| Jeugdinterlands van Ludovit Reis voor Nederland () | Jeugdinterlands van Ludovit Reis voor Nederland () | Jeugdinterlands van Ludovit Reis voor Nederland () | Jeugdinterlands van Ludovit Reis voor Nederland () | Jeugdinterlands van Ludovit Reis voor Nederland () | Jeugdinterlands van Ludovit Reis voor Nederland () |
| №                                                  | Datum                                              | Wedstrijd                                          | Uitslag                                            | Soort Wedstrijd                                    | Doelpunten                                         |
| Als speler bij Nederland –19                       | Als speler bij Nederland –19                       | Als speler bij Nederland –19                       | Als speler bij Nederland –19                       | Als speler bij Nederland –19                       | Als speler bij Nederland –19                       |
| -------------------------------------------------- | -------------------------------------------------- | -------------------------------------------------- | -------------------------------------------------- | -------------------------------------------------- | -------------------------------------------------- |
| 1.                                                 | 5 september 2018                                   | Engeland – Nederland                               | 4 – 1                                              | Vriendschappelijk                                  |                                                    |
| 2.                                                 | 8 september 2018                                   | Nederland – Tsjechië                               | 5 – 1                                              | Vriendschappelijk                                  |                                                    |
| 3.                                                 | 13 oktober 2018                                    | Nederland – Bosnië                                 | 6 – 0                                              | EK-kwalificatie                                    |                                                    |
| 4.                                                 | 16 oktober 2018                                    | Ierland – Nederland                                | 2 – 1                                              | EK-kwalificatie                                    |                                                    |
| 5.                                                 | 17 november 2018                                   | Nederland – Duitsland                              | 1 – 0                                              | Vriendschappelijk                                  |                                                    |
| 6.                                                 | 20 november 2018                                   | Nederland – Portugal                               | 2 – 1                                              | Vriendschappelijk                                  |                                                    |
| 7.                                                 | 20 maart 2019                                      | Wales – Nederland                                  | 1 – 2                                              | EK-kwalificatie                                    |                                                    |
| 8.                                                 | 23 maart 2019                                      | Nederland – Slovenië                               | 2 – 0                                              | EK-kwalificatie                                    |                                                    |
| 9.                                                 | 26 maart 2019                                      | Nederland – Spanje                                 | 0 – 1                                              | EK-kwalificatie                                    |                                                    |
| Als speler bij Nederland –21                       |                                                    |                                                    |                                                    |                                                    |                                                    |
| 1.                                                 | 31 mei 2019                                        | Nederland – Mexico                                 | 5 – 1                                              | Vriendschappelijk                                  |                                                    |
| 2.                                                 | 10 september 2019                                  | Nederland – Cyprus                                 | 5 – 1                                              | EK-kwalificatie                                    |                                                    |
| 3.                                                 | 11 oktober 2019                                    | Nederland – Portugal                               | 4 – 2                                              | EK-kwalificatie                                    |                                                    |
| 4.                                                 | 15 oktober 2019                                    | Noorwegen – Nederland                              | 0 – 4                                              | EK-kwalificatie                                    |                                                    |
| 5.                                                 | 19 november 2019                                   | Nederland – Engeland                               | 2 – 1                                              | Vriendschappelijk                                  |                                                    |
| 6.                                                 | 4 september 2020                                   | Wit Rusland – Nederland                            | 0 – 7                                              | EK-kwalificatie                                    |                                                    |
| 7.                                                 | 8 september 2020                                   | Nederland – Noorwegen                              | 2 – 0                                              | EK-kwalificatie                                    |                                                    |
| 8.                                                 | 4 september 2020                                   | Cyprus – Nederland                                 | 0 – 7                                              | EK-kwalificatie                                    |                                                    |
| 9.                                                 | 13 oktober 2020                                    | Nederland – Wit Rusland                            | 5 – 0                                              | EK-kwalificatie                                    |                                                    |
| 10.                                                | 18 november 2020                                   | Portugal – Nederland                               | 2 – 1                                              | EK-kwalificatie                                    |                                                    |
| 11.                                                | 24 maart 2021                                      | Roemenië – Nederland                               | 1 – 1                                              | Europees kampioenschap                             |                                                    |
| 12.                                                | 8 oktober 2021                                     | Zwitserland – Nederland                            | 2 – 2                                              | EK-kwalificatie                                    |                                                    |
| 13.                                                | 8 oktober 2021                                     | Nederland – Wales                                  | 5 – 0                                              | EK-kwalificatie                                    |                                                    |
| 14.                                                | 12 november 2021                                   | Nederland – Bulgarije                              | 3 – 1                                              | EK-kwalificatie                                    |                                                    |
| 15.                                                | 25 maart 2022                                      | Bulgarije – Nederland                              | 0 – 0                                              | EK-kwalificatie                                    |                                                    |
| 16.                                                | 25 maart 2023                                      | Noorwegen – Nederland                              | 0 – 3                                              | Vriendschappelijk                                  | Goal                                               |
| 17.                                                | 14 juni 2023                                       | Japan – Nederland                                  | 0 – 0                                              | Vriendschappelijk                                  |                                                    |
| Bijgewerkt tot 1 februari 2024                     |                                                    |                                                    |                                                    |                                                    |                                                    |

## Erelijst
| Winnaar Belgische Supercup | 1x | 2025/26 |

## Persoonlijk
Vlak voor de geboorte van Reis verhuisden zijn ouders vanuit het Slowaakse Kosice naar Nederland. Reis heeft een tweelingbroer.